# Medal game

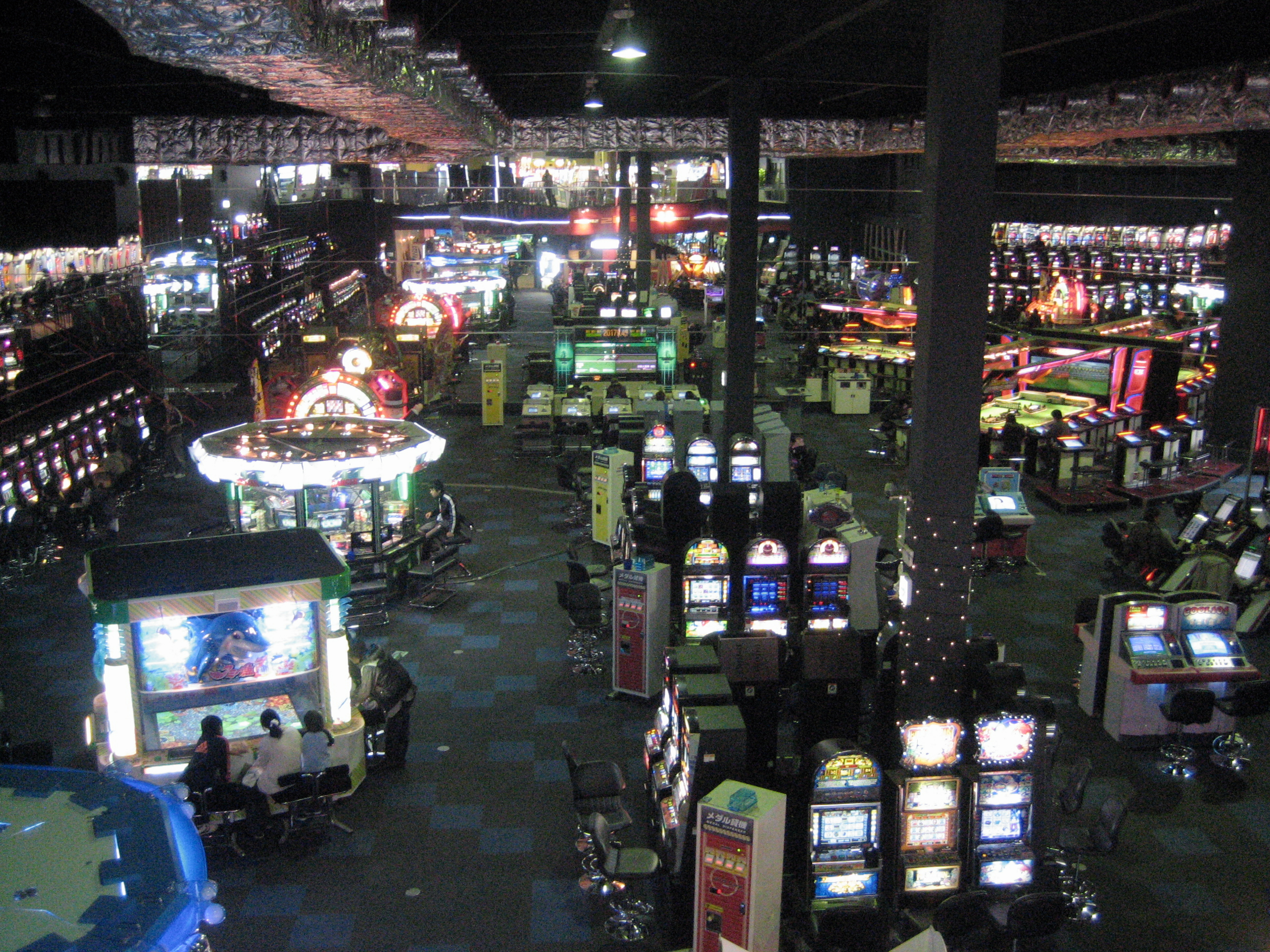
Salle d'arcade japonaise dédiée aux medal games

Un medal game (メダルゲーム) est un type de jeu d'arcade, en particulier au Japon. Le joueur doit d'abord échanger de l'argent réel contre des jetons ressemblant à des pièces pour s'en servir dans les machines. Le taux de change des jetons varie en fonction des salles d'arcade. Bien qu'une grande partie des jeux de type medal game simulent des machines à sous, il n'est pas possible de convertir les jetons en argent réel.
Il existe un grand nombre de type de medal game et les jetons peuvent être utilisés dans le système de jeu de diverses manières. Les jeux les plus répandus sont les pousse pièces et les jeux d'argent.

## Jeu d'argent
Les medal games dit jeux d'argent, sont composés de deux types de jeux. Ils peuvent être similaires à des machines à sous (roulette électromécanique, poker vidéo, blackjack vidéo, machine à sous...).
Les jeux les plus répandus au Japon sont des simulations de course de chevaux.

## Pousse pièces

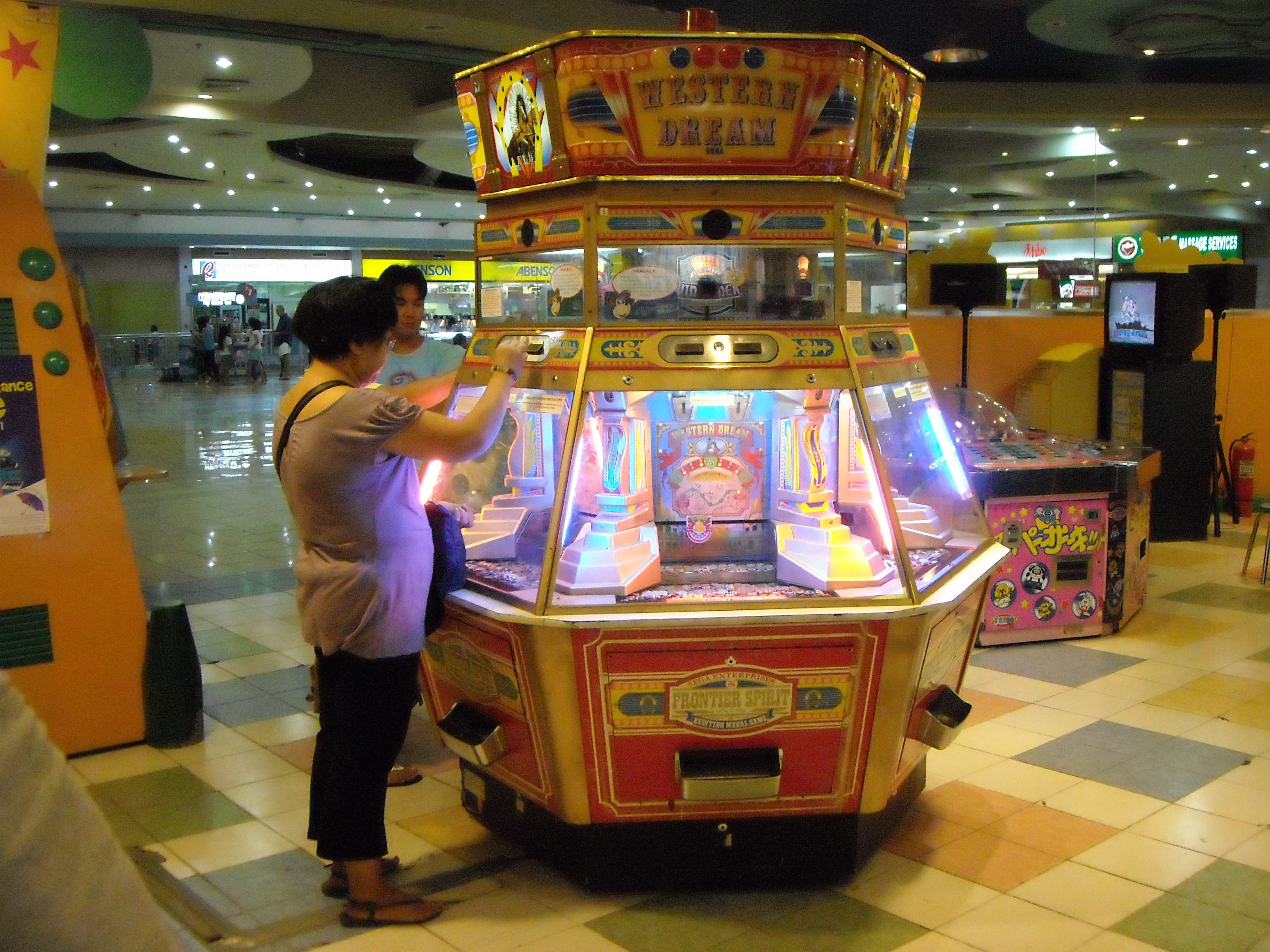
Le pousse pièces Western Dream

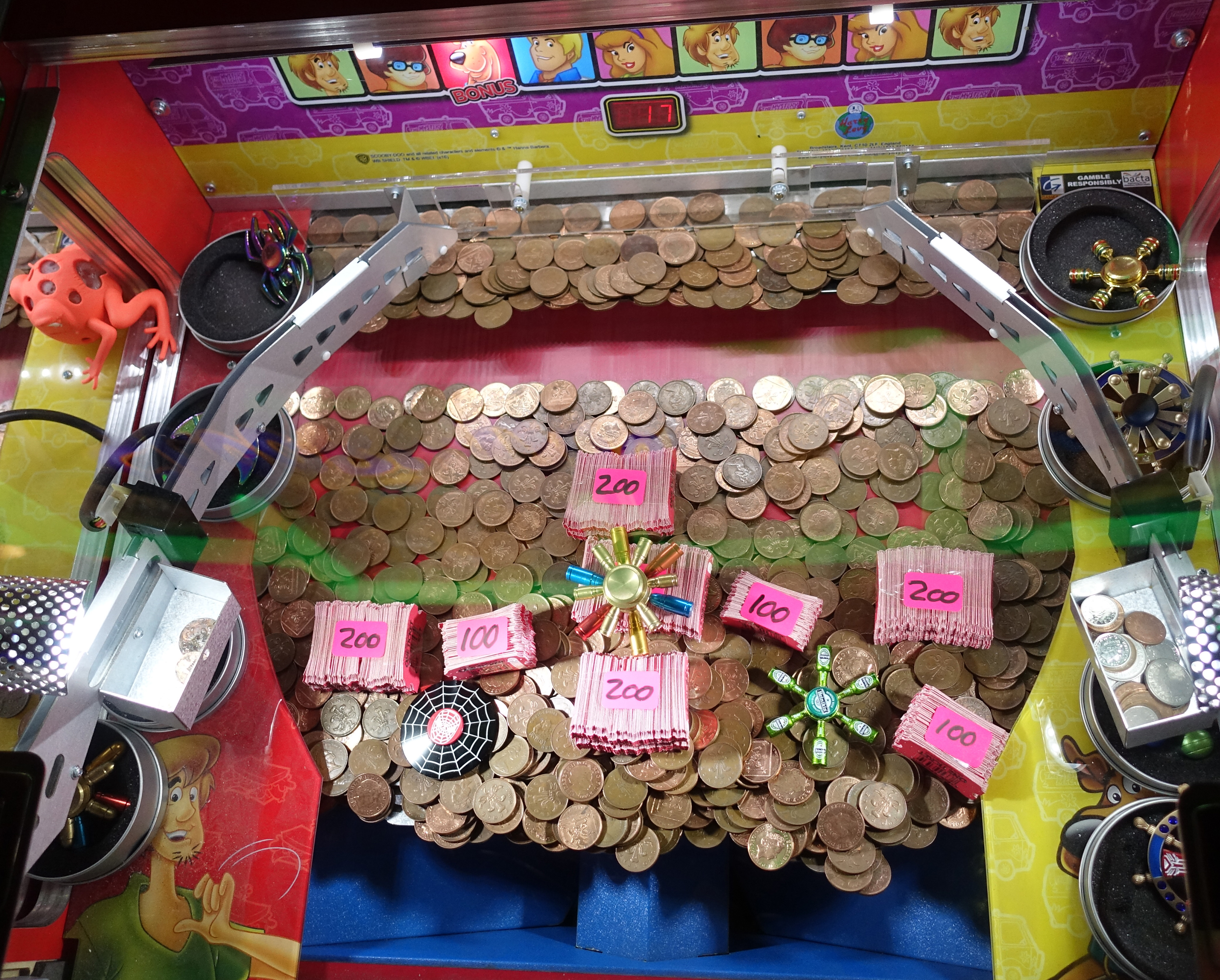
Pièces et lots à faire tomber du plateau coulissant dans le bac. Les pièces arrivent ici par deux bras étroits, à droite et à gauche.

Un pousse pièces ou pousse jetons (également beaucoup appelé par les anglicismes coin pusher, penny pusher) est un jeu d'arcade permettant de gagner des pièces.
Un pousse pièces est une machine de jeu composée d'une caisse de verre ou de plexiglas transparent où le but est de réussir à faire tomber des pièces dans un bac accessible situé sur l'avant de la machine. Pour y parvenir, le principe est de faire chuter des pièces et parfois des lots, objets, jetons ou billes, depuis un plan vertical ou légèrement incliné situé à l'arrière d'un autre plan horizontal où des pièces se sont accumulées durant les parties précédentes. Pour ce faire, on introduit une (ou des) pièce dans une fente ou un conduit qui la fait tomber sur le plateau coulissant, parmi les autres pièces. Les nouvelles pièces accumulées sur l'arrière sont poussées vers l'avant par un système mécanique de va-et-vient. Puis tranches contre tranches, les pièces se poussent les unes les autres vers le bac de réception. Les gains sont constitués par les objets tombant dans le bac.
Certains pousse pièces comportent plusieurs plans horizontaux où il faut faire tomber les pièces au fur et à mesure des différents plans, en cascade.
Suivant les pousse pièces, l'introduction des pièces peut se faire de plusieurs manières selon plusieurs angles par rapport au plan horizontal. Il est donc possible de choisir une « région » du plan horizontal pour lancer sa pièce grâce à plusieurs fentes d'introduction des pièces ou des rigoles orientables. Le jeu nécessite donc de la chance et un peu de stratégie. Le moment du jeu doit être choisi avec réflexion, aussi bien au niveau du nombre et du placement des pièces que de lots supplémentaires disponible par rapport à votre capacité de jeu (nombre de pièces que le joueur désire engager).
Suivant les lieux ou pays d'exploitation, les pièces peuvent être échangées contre de l'argent réel ou bien des jeux ou jouets. Dans certaines machines, les pièces utilisées durant le jeu sont de vraies pièces de monnaie.

## Diversmedal games

### Jeu vidéo
Certains medal games sont couplés à des jeux vidéo. Une partie du système de jeu vidéo permet de jouer à un jeu vidéo ou à des mini-jeux
Exemples
- Donkey Kong: Jungle Fever
- Donkey Kong: Banana Kingdom